# 兄弟珍重
《兄弟珍重》為台灣出產的黑幫電影作品。

## 劇情簡介
多年前，黑道殺手武雄因殺人罪接受審判，入獄法律的制裁。
十多年後，假釋返家時發現妻離子散，妻子已改嫁他人，面對親生兒子也不敢認，決定心遠離黑道重新做人，並在一家鐵工廠做鐵工。
久而久之，武雄與同事的友情日增，並且跟賣便當的阿麗發展出一段感情，讓人生有了歸宿。但是，武雄卻在為同事挺身而出時，再度與黑道發生過節。怎料，昔日的黑道關係仍糾纏著武雄，並將他迫到走投無路，甚至於女友阿麗也身受其害……

## 人物角色
| 角色名稱     | 演員   | 備註                     |
| ------------ | ------ | ------------------------ |
| 林武雄／TAKE | 萬梓良 | 黑道份子，阿麗的男友     |
| 阿麗         | 恬妞   | 自助餐車老闆，武雄的女友 |
| 良哥         | 陳松勇 | 黑道份子，武雄的大哥     |
| 博仔         | 陳博正 | 鐵工廠員工，武雄的朋友   |
| 長腳仔       | 張永正 | 鐵工廠員工，武雄的朋友   |
|              | 楊慶煌 | 不良份子，武雄的朋友     |
| 心蘭         | 林秀玲 | 楊烈的女兒，長大後       |
|              | 王美雪 | 楊慶煌的女友             |
| 西華面桶     | 楊烈   | 黑道份子，被TAKE殺死     |
|              | 文英   | 楊烈的妻子               |
|              | 蔣青峰 | 麵店老闆                 |
|              | 高振鵬 | TAKA妻子改嫁丈夫         |
|              | 秦豪   | 黑道份子                 |
| 王炳輝       | 張復建 | 黑道份子                 |
|              | 鄧美芳 | 陳松勇的妻子             |
|              | 陳維欣 | 陳松勇的兒子             |
|              | 李淑楨 | 楊烈的女兒，幼年         |

## 獎項
| - 第27屆金馬獎 - 「最佳男主角獎」：萬梓良 - 「最佳男配角獎」：楊慶煌 - 「最佳電影音樂獎」：張弘毅 - 亞太影展 - 「最佳女主角獎」：恬妞 | - 中華民國電影導演協會 - 「最佳導演獎」：蔡揚名 |

## 外部連結
- 開眼電影網上《兄弟珍重》的資料（繁體中文）
- 香港影庫上《兄弟珍重》的資料（繁體中文）
- 时光网上《兄弟珍重》的資料（简体中文）
- 豆瓣电影上《兄弟珍重》的資料 （简体中文）
- 爛番茄上《兄弟珍重》的資料（英文）
- 互联网电影数据库（IMDb）上《兄弟珍重》的资料（英文）
- 兄弟珍重（Fraternity），〈台灣電影資料庫〉